# Зупинний пункт

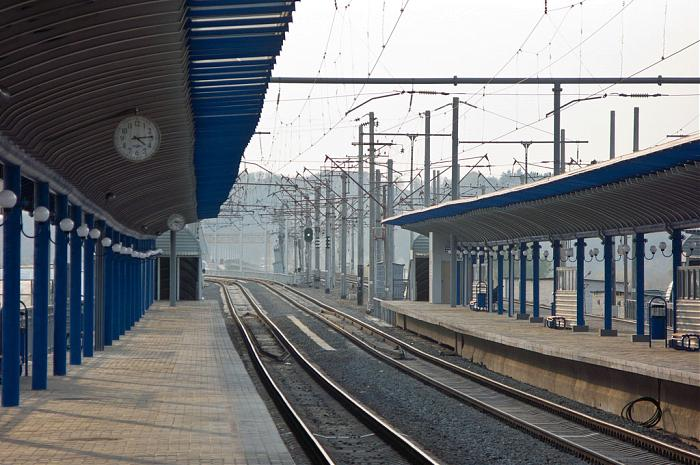
Перестанок Березняки в Києві

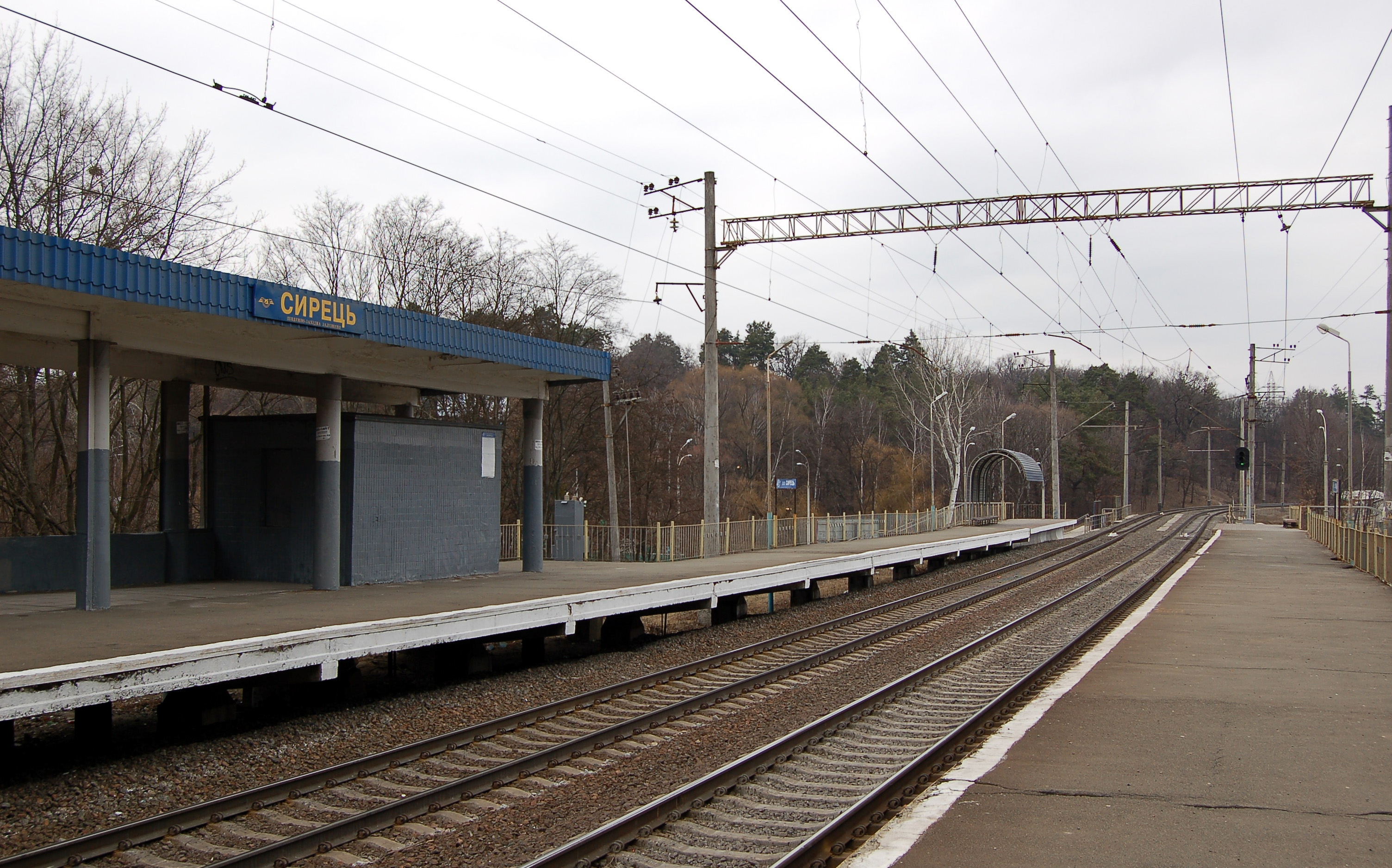
Перестанок Сирець у Києві

Зупинний пункт (також зупинковий пункт, зупиночний пункт, перестанок) — ділянка залізничної колії, призначена для зупинки поїздів з метою висадки і/або посадки пасажирів. Зазвичай розміщені уздовж головних колій приміських дільниць залізниці. На відміну від залізничної станції, зупинкові пункти не мають колійного розвитку і, відповідно, не можуть використовуватися для обгону чи пропуску зустрічних поїздів.
Зазвичай зупинні пункти обладнані платформами або посадочними майданчиками, що забезпечують доступ пасажирів до поїздів.
На пасажирських зупинних пунктах можуть розміщуватися каси або квиткові автомати. В Україні, якщо їх немає, то пасажир має право посадки без квитка в електропоїзд або дизель і купити квиток у роз'їзного касира. У Польщі необхідно зайти через передні двері і шукати кондуктора електропоїзда.
На найнапруженіших магістралях зазвичай колії зупинних пунктів можуть бути обладнані вихідними світлофорами. На дільницях з напівавтоматичним блокуванням зупинні пункти бувають суміщеними з блокпостом.
Нетарифний зупинний пункт — зупинний пункт, на якому не здійснюються багажні операції.

## В Україні

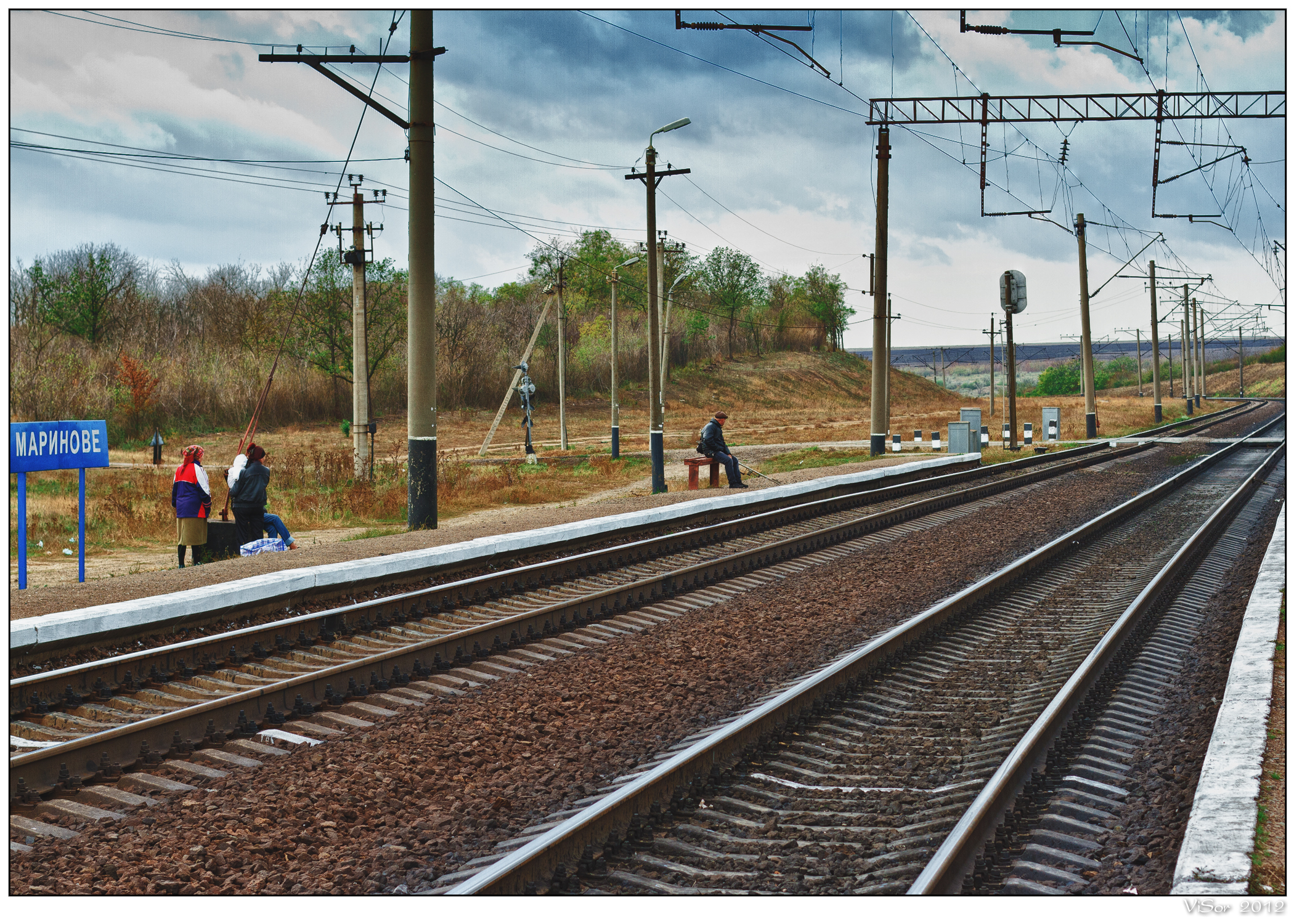
Зупинний пункт Маринове Одеської залізниці

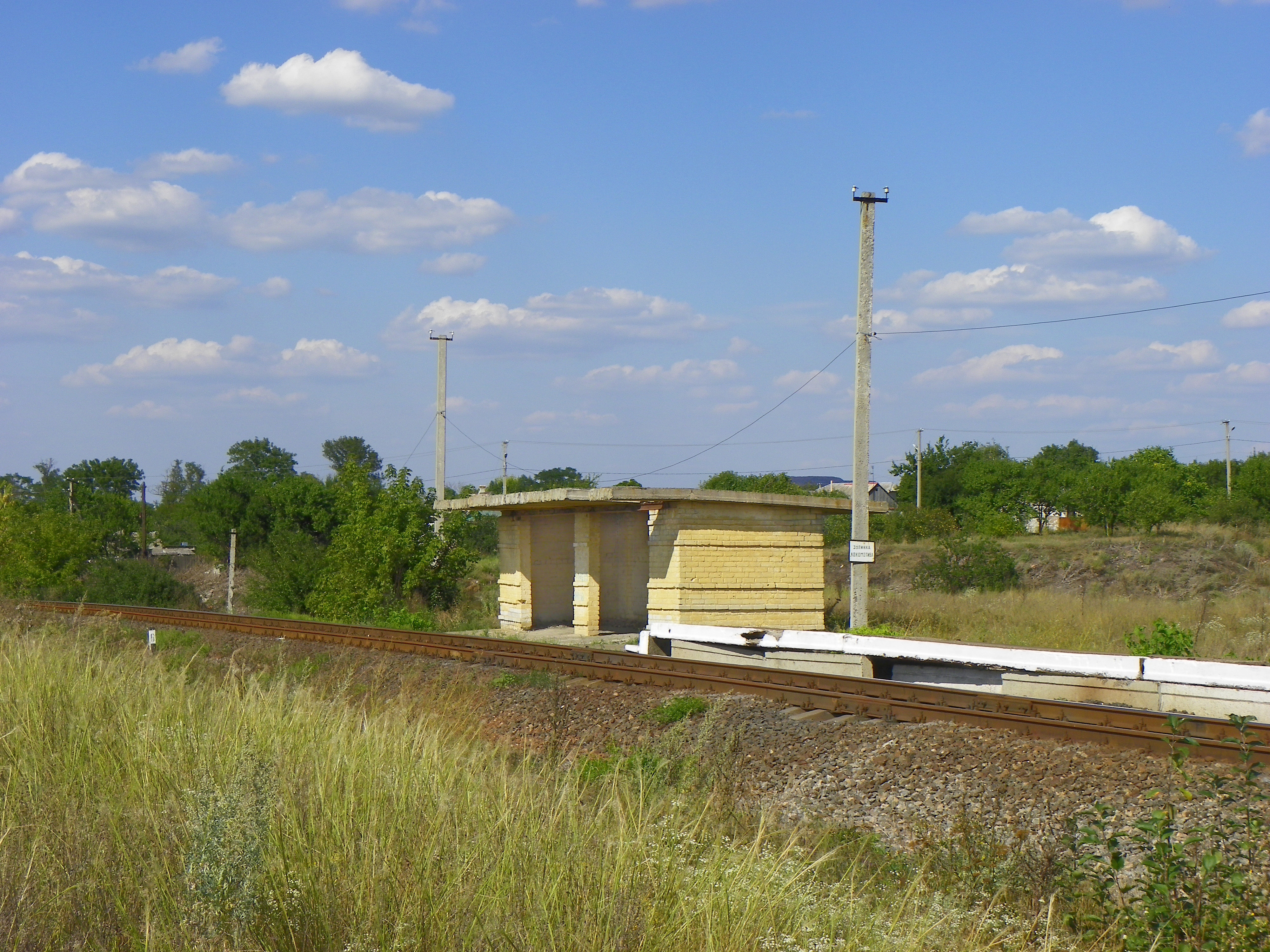
Зупинний пункт Горбачове Донецької залізниці

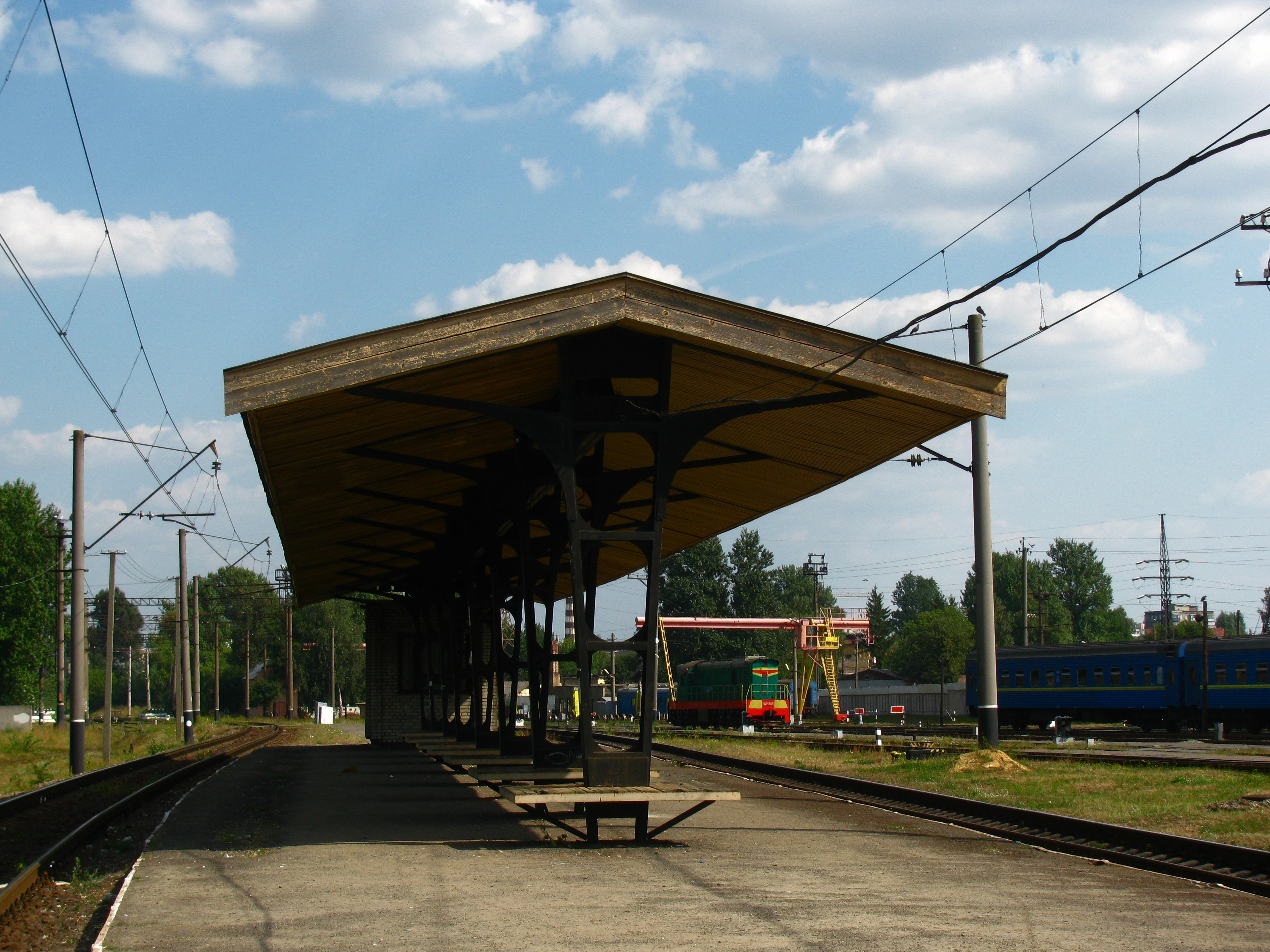
Зупинний пункт П'ятий Парк Львівської залізниці

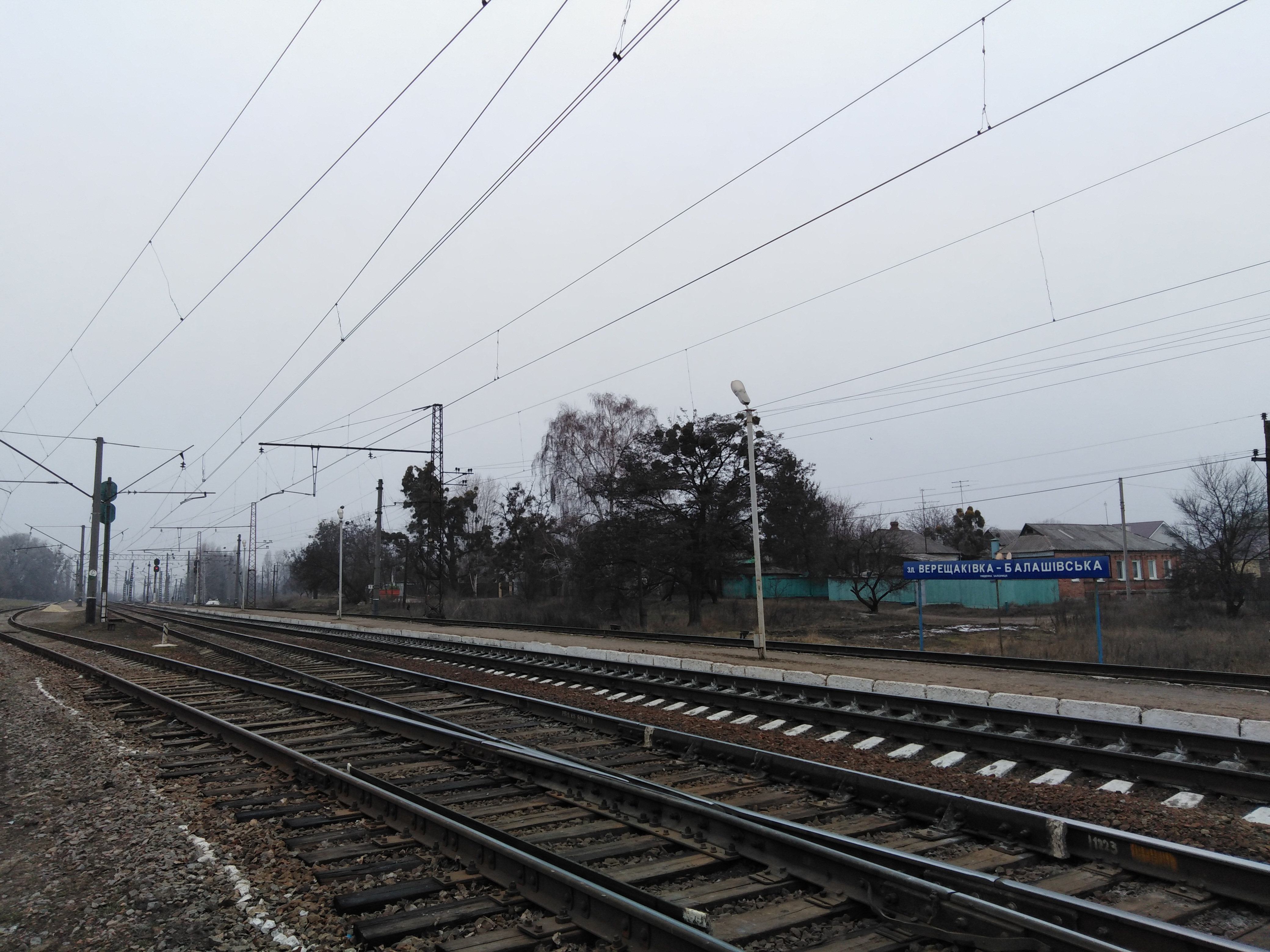
Зупинний пункт Верещаківка Південної залізниці

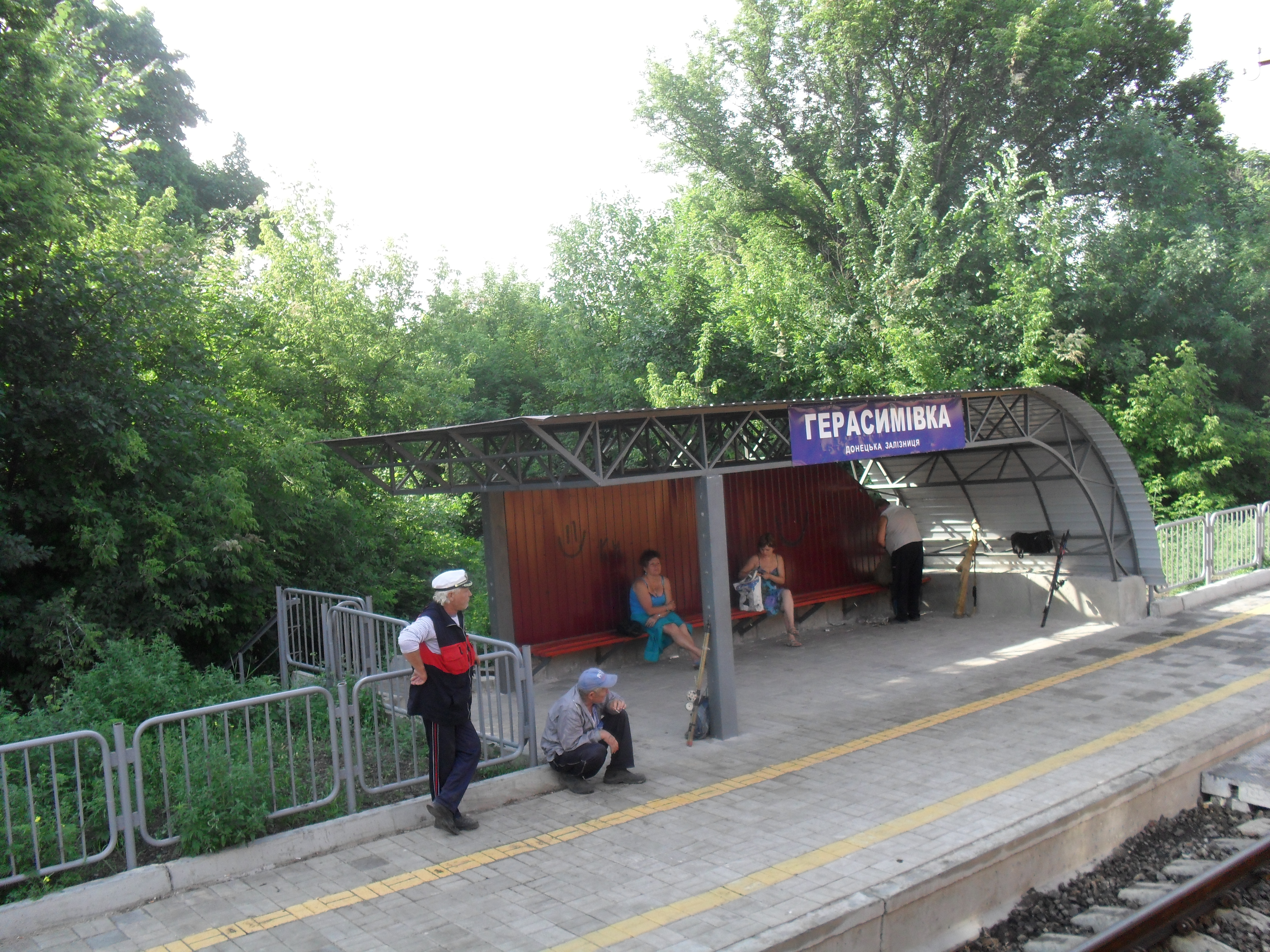
Зупинний пункт Герасимівка Донецької залізниці

## У світі

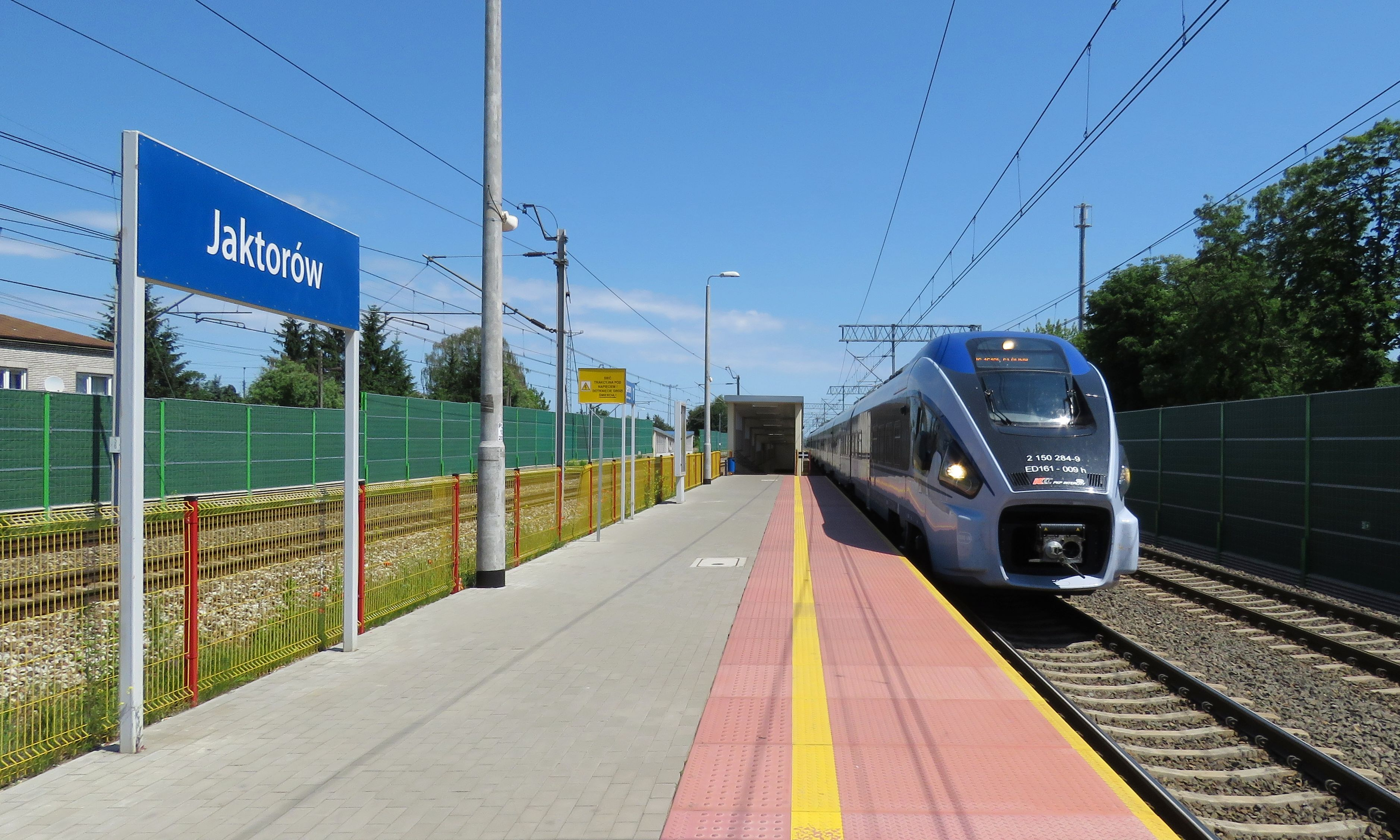
Зупинний пункт Якторув  в гміне Якторув Мазовецького воєводства. Польша
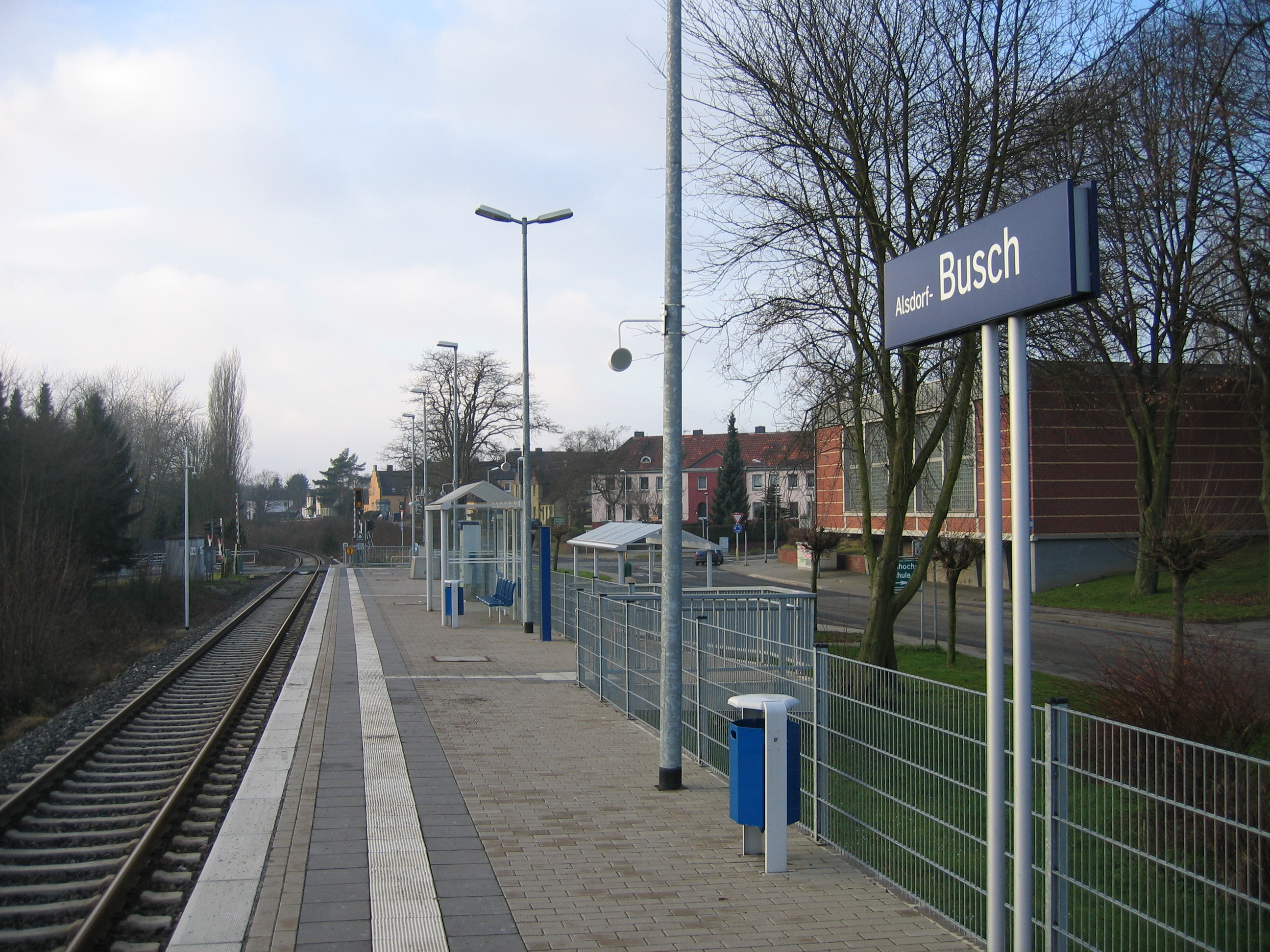
Зупинний пункт на лінії Штольберг — Герцогенрат в землі Північний Рейн-Вестфалія, Німеччина
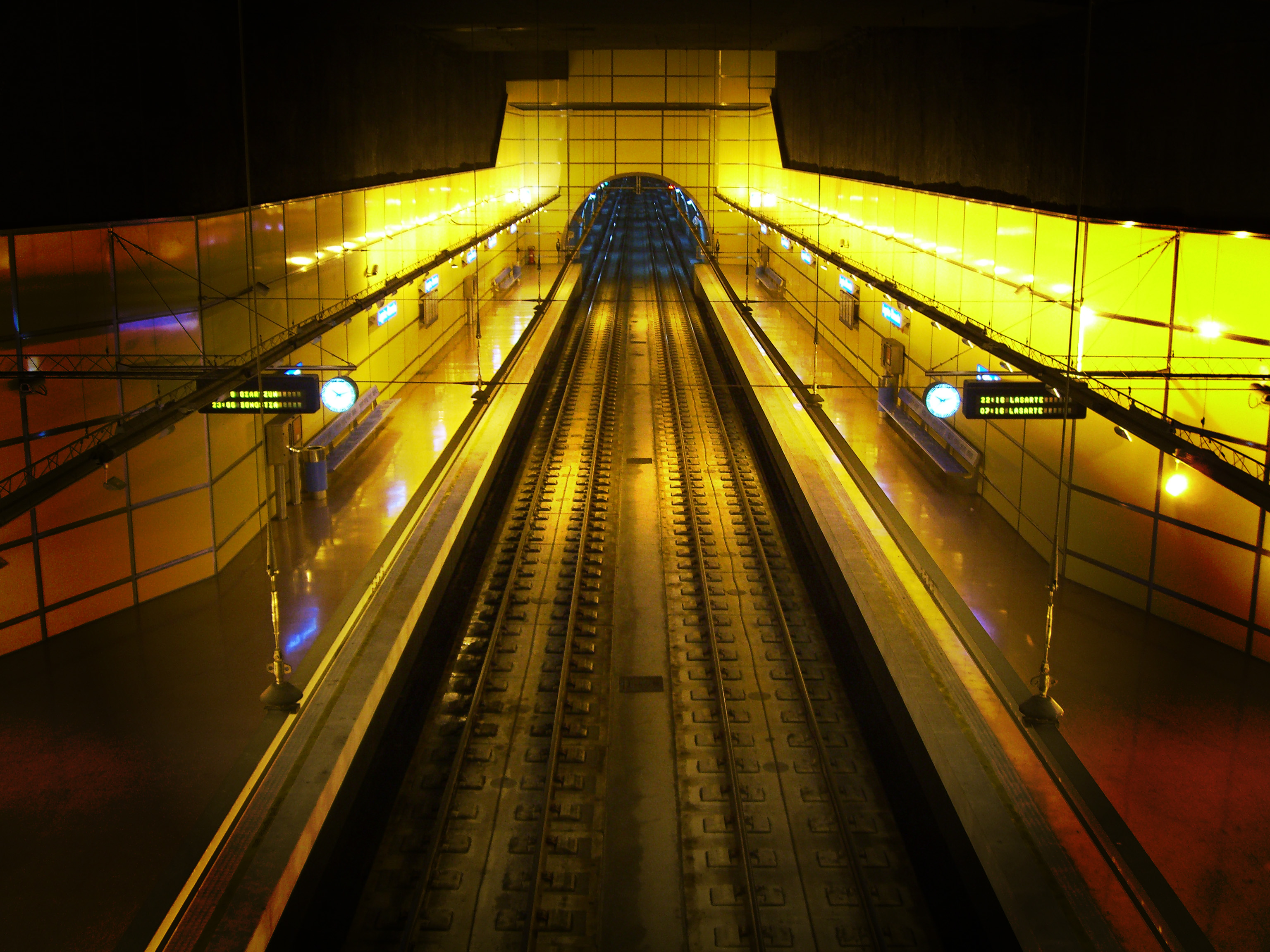
Підземний зупинний пункт EuskoTren в Сан-Себастьяні, Іспанія
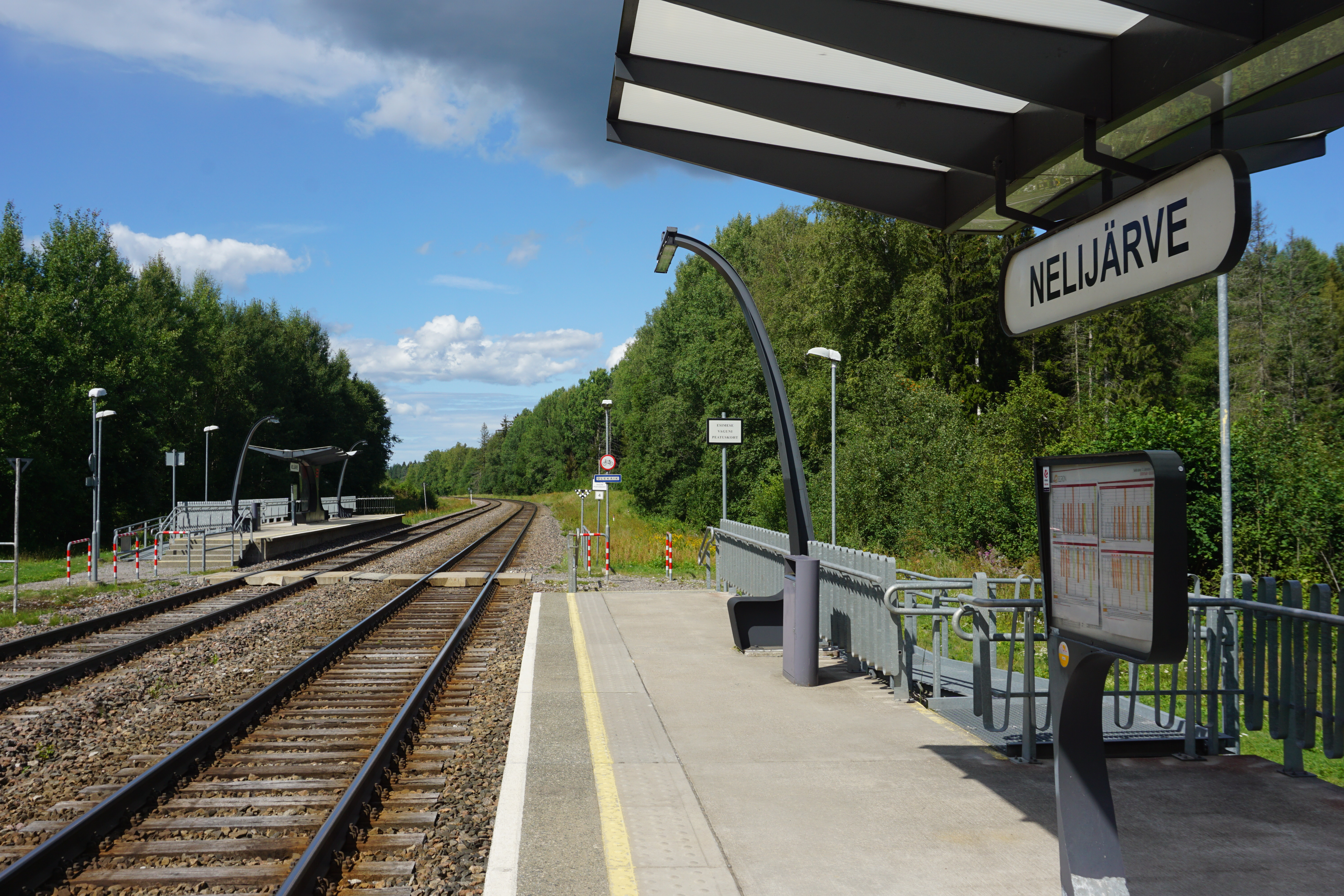
Зупинний пункт «Неліярве» на лінії Таллінн — Тарту, Естонія